# Volle Evangelie Bethel Kerk
De Volle Evangelie Bethel Kerk is sinds 1975 een Nederlands kerkgenootschap. Ze heeft zich in 1982 aangesloten bij de wereldwijde pinksterdenominatie Church of God. De Church of God telt wereldwijd ongeveer 7 miljoen leden en is in 166 landen vertegenwoordigd.
Bij de VEBK Church of God waren in 2007 tien gemeentes aangesloten, met samen 750 leden. De voorzitter is J.H.M. Lataster. Anno 2017 waren er nog 5 vijf kerken aangesloten. Het ledenaantal is onbekend. Door middel van educatie en pionierswerk wil de VEBK Church of God Nederland bereiken met het evangelie van Jezus Christus. In Nederland is zij aangesloten bij het Landelijk Platform van de Pinkster- en Volle Evangeliebeweging.